# Горноманастирешка костница
Горноманастирешката костница (на сръбски: Спомен костурница у Горњем Манастирцу; на македонска литературна норма: Спомен-костурница во Горни Манастирец) е православен параклис в поречкото село Горни Манастирец, западната част на Северна Македония. Част е от Дебърско-Кичевската епархия на Македонската православна църква.

## Местоположение
Костницата е разположена източно от селото, малко преди Поречкия манастир.

## История
Построена е след Първата световна война, за костите на убитите 103 сърбомани от Поречките села от страна на окупиралите Вардарска Македония български части в така наречено Клане в Дервишка нива.